# Amy Sène
Amy Sene (sinh ngày 06 Tháng Tư 1986) là một vận động viên điền kinh thi đấu chuyên môn ném búa người Sénégal gốc Pháp. Cô là người giữ kỷ lục châu Phi với thành tích tốt nhất cá nhân là 69,70 mét. Cô là người chiến thắng ba lần tại Giải vô địch châu Phi và là người giành huy chương vàng tại Đại hội Thể thao toàn châu Phi 2011 và huy chương bạc tại Đại hội Thể thao toàn châu Phi 2015.
Sinh ra ở Lorient có cha mẹ là người Sénégal, cô đã chọn đại diện cho Senegal quốc tế từ năm 2010 trở đi. Tập luyện cùng câu lạc bộ Stade Rennais Athletisme, cô là nhà vô địch cơ sở người Pháp năm 2005 và thi đấu cho đất nước khai sinh của mình tại Giải vô địch U23 điền kinh châu Âu 2007. Cô ấy đã xóa sáu mươi mét lần đầu tiên vào năm đó, thiết lập mức tốt nhất cá nhân là 62,00   m vào tháng sáu. Cô ấy đã cải thiện thành 63,44   m năm 2009 và giành chức vô địch các trường đại học Pháp tại Nice năm 2010 
Sau khi chuyển đến Senegal vào cuối năm 2009, cô đã tiếp tục phá vỡ kỷ lục của Senegal năm lần trong năm 2010, đạt đến đỉnh cao cá nhân là 64,11 m để giành huy chương vàng tại Giải vô địch châu Phi năm 2010 về điền kinh. Cô đã chấm dứt sự thống trị tám năm của Marwa Hussein trong sự kiện này. Cô đã cải thiện kỷ lục của chính mình thêm bốn lần nữa vào năm 2011, với số lần ném là 68,45 m ở Tomblaine là mùa tốt nhất của cô ấy. Cô đã giành được lựa chọn cho Giải vô địch thế giới năm 2011 về điền kinh và ném 66,15   m trong vòng loại trong lần xuất hiện ném búa đầu tiên của Senegal tại cuộc thi. Cô kết thúc năm của mình với một huy chương vàng tại Đại hội Thể thao toàn châu Phi 2011.
Sène đã phá kỷ lục châu Phi tại Giải vô địch điền kinh Pháp 2012 với giải phóng mặt bằng 69.10   m cho vị trí thứ ba. Sau kỷ lục lục địa của mình, cô vẫn giữ được danh hiệu búa của mình tại Giải vô địch châu Phi năm 2012 về điền kinh.
Sau khi cô mất đi danh hiệu kép châu Phi của mình (Giải vô địch châu Phi tại Marrakech 2014 và All Africa Games 2015), cô đã trở lại và giành huy chương vàng tại Giải vô địch châu Phi 2016 về điền kinh Durban 2016. Cô đã phá kỷ lục vô địch châu Phi của Marhwa Hussein với 68,35   m.

## Thành tích giải đấu
| Năm                  | Giải đấu                   | Địa điểm                           | Thứ hạng          | Chú thích         |
| Representing Pháp    | Representing Pháp          | Representing Pháp                  | Representing Pháp | Representing Pháp |
| -------------------- | -------------------------- | ---------------------------------- | ----------------- | ----------------- |
| 2007                 | European U23 Championships | Debrecen, Hungary                  | 16th (q)          | 57.85 m           |
| Representing Sénégal |                            |                                    |                   |                   |
| 2010                 | African Championships      | Nairobi, Kenya                     | 1st               | 64.11 m (NR)      |
| 2011                 | World Championships        | Daegu, South Korea                 | 23rd (q)          | 66.15 m           |
| 2011                 | All-Africa Games           | Maputo, Mozambique                 | 1st               | 61.48 m           |
| 2012                 | African Championships      | Porto Novo, Benin                  | 1st               | 65.55 m           |
| 2012                 | Olympic Games              | London, United Kingdom             | 32nd (q)          | 65.49 m           |
| 2013                 | World Championships        | Moscow, Russia                     | 23rd (q)          | 65.58 m           |
| 2013                 | Jeux de la Francophonie    | Nice, France                       | 7th               | 65.13 m           |
| 2014                 | African Championships      | Marrakech, Morocco                 | 2nd               | 64.66 m           |
| 2015                 | African Games              | Brazzaville, Republic of the Congo | 2nd               | 63.64 m           |
| 2016                 | African Championships      | Durban, South Africa               | 1st               | 68.35 m           |
| 2016                 | Olympic Games              | Rio de Janeiro, Brazil             | 25th (q)          | 64.83 m           |